# Cynorkis christae
Cynorkis christae — вид орхідей.

## Відкриття
Рослину знайшов австрійський ботанік Антон Зідер у січні 2016 року. Результати його дослідження опубліковані у вересні 2017 року. Ще рік пішов на перевірку валідності виду. Зідер передав свої знахідки Королівському ботанічному саду Кью, де було підтверджено, що рослина є новим для науки видом. Видова назва christae дана на честь дружини першовідкривача — Крісти.

## Поширення
Ендемік Мадагаскару. Знайдений на півночі країни.

## Опис
Квіти досягають 5 см в ширину з 16-сантиметровим шпорцем; пелюстки білі з бордовими крапинками в центрі квітки. Головна її особливість — солодкуватий запах, що нагадує запах шампанського.